# Sixeonotus deflatus
Sixeonotus deflatus är en insektsart som beskrevs av Knight 1926. Sixeonotus deflatus ingår i släktet Sixeonotus och familjen ängsskinnbaggar. Inga underarter finns listade i Catalogue of Life.